# La Châtelaine du Liban (roman)
Pour les articles homonymes, voir La Châtelaine du Liban.
La Châtelaine du Liban est un roman de Pierre Benoit, paru en 1924. Ce livre a connu un grand succès (comptabilisant ainsi au total au début du XXIe siècle 675 000 exemplaires vendus, dont 426 000 en Livre de poche). C’est le troisième roman le plus vendu de Pierre Benoît après L’Atlantide et Kœnigsmark. L'ouvrage est dédié à Gérard d'Houville.
Le roman donna lieu à plusieurs adaptations cinématographiques.

## Résumé
Le roman La Châtelaine du Liban n’est pas sans quelques analogies avec celui de L’Atlantide, sorti cinq ans avant, dont il reprend quelques thèmes : un château dans le désert dirigé par une mystérieuse femme, des héros officiers coloniaux détournés de leur devoir par un amour fou.
Le capitaine Lucien Domèvre est un jeune officier méhariste en poste au Levant (Liban et Syrie) alors sous mandat français. Blessé dans des combats contre des tribus bédouines, soigné à l’hôpital Saint-Charles à Beyrouth, il s’éprend d’une jeune infirmière, Michelle, fille du colonel Hennequin. Ce dernier croit bien faire en obtenant que son futur gendre soit nommé à Beyrouth au deuxième bureau.
Homme droit et patriote, habitué à la dure vie du désert, Domèvre va découvrir la douce vie coloniale du Levant présentée dans le roman comme une brillante et riche société cosmopolite adonnée au plaisir, et s’y perdre. Le capitaine Walter, héros méhariste, ami de Domèvre et symbole de pureté (comme Morhange comparé à Saint-Avit dans L’Atlantide), la décrit ainsi : « le matin, une heure de bureau, pour la forme ; l’après-midi, citronnade et tennis avec les petites jeunes filles aigres ; à sept heures, cocktail avec les femmes mariées plus ou moins jeunes ; la nuit, whisky, et les filles de music-hall à qui tu iras demander la dispersion du vague à l’âme que t’auront laissé tes flirts du jour. » Sans compter les intrigues, dont celle de l’alter ego britannique de Domèvre, le pittoresque major Hobson.
Domèvre va surtout rencontrer la comtesse Athelstane Orlof, mystérieuse Anglaise, veuve d’un diplomate russe, admiratrice de l’aventurière lady Esther Stanhope. Elle possède l’étonnant château du Kalaat-el-Tahara, ancienne forteresse franque. Domèvre ira jusqu’à tout sacrifier pour Athelstane : Michelle, sa fortune et son honneur.
À l'inverse, la question se pose de la force du sentiment qu'Athelstane porte pour Domèvre, notamment au regard de ses besoins d'argent qui l'incitent à s'offrir à de riches amants.

## Adaptations cinématographiques
- 1926 : La Châtelaine du Liban, film muet français muet réalisé par Marco de Gastyne
- 1934 : La Châtelaine du Liban, film français réalisé par Jean Epstein
- 1956 : La Châtelaine du Liban, film franco-italien réalisé par Richard Pottier. L'intrigue a été modifiée : Domèvre est un ingénieur en pétrole, Hennequin, le directeur de la société pétrolière, et Athelstane Orlof, la propriétaire du gisement. Le britannique Hobson tente de s'approprier des informations sur un gisement d'uranium découvert par les Français.